# Louis Friard
Louis Friard est un ingénieur et homme d'affaires français né à La Villedieu-en-Fontenette le 4 mai 1870 et décédé à Chantilly le 29 août 1950.
Issu d'une famille de bijoutiers, il invente en 1902 les étiquettes Grille, utilisées en horlogerie et en joaillerie pour afficher les prix des bijoux et mettre ces derniers en valeur, et créé l'entreprise éponyme. Rapidement, ces étiquettes s'imposent comme un standard de l'industrie qui, aujourd'hui encore, est utilisé toutes les bijouteries. Alors que les bijoux n'avaient pas de prix affichés, l'invention de Friard démocratise cette pratique qui change radicalement la manière dont fonctionnent les bijouteries. L'essor des étiquettes Grille est principalement dû à l'introduction du « nouveau franc » et de l'obligation d'afficher les prix.
Au XXIe siècle, l'entreprise Grille se diversifie en proposant des services d'imprimerie, mais ce sont bien ses étiquettes traditionnelles qui restent son produit phare et fait sa renommée.
En 1900, durant l'Exposition universelle de Paris, Louis Friard présente le Champion ; il s'agit du premier appareil photo compact de l'Histoire. Durant sa vie, Louis Friard a déposé de nombreux brevets et a été une des premières personnes à faire de la radio depuis la tour Eiffel.

## Grille
L'entreprise Grille a aujourd'hui pour clients plusieurs bijoutiers et bijoutières, comme Inès de la Fressange. Elle se met en parallèle à faire de l'imprimerie classique pour les journaux municipaux.